# Unfallkasse Baden-Württemberg

Logo

Die Unfallkasse Baden-Württemberg (UKBW) ist ein Träger der gesetzlichen Unfallversicherung. Sie ist eine Körperschaft des öffentlichen Rechts mit Selbstverwaltung. Der Hauptsitz  befindet sich in Stuttgart, der Nebensitz in Karlsruhe.

## Geschichte
Am 7. November 1881 wurde die „Kaiserliche Botschaft“ als Ursprung der deutschen Sozialversicherung gegründet. Am 20. Dezember 1928 wurde durch das Gesetz über Änderungen in der Unfallversicherung der Badische Gemeinde-Versicherungsverband auch Träger der sozialen Unfallversicherung in Baden. 1929 wurde der Württembergische Gemeindeunfallversicherungsverband errichtet. Mit Erlass des Badischen Ministeriums des Inneren wurde im Jahr 1934 der Bereich der gesetzlichen Unfallversicherung verselbstständigt und dem Unfallversicherungsverband der Badischen Gemeinden und Gemeindeverbände übertragen. Der Unfallversicherungsverband der Badischen Gemeinden und Gemeindeverbände, später Badischer Gemeindeunfallversicherungsverband, wurde dann 1953 zum Träger der gesetzlichen Unfallversicherung des Landes für die Regierungsbezirke Nord- und Südbaden bestimmt. Dem Württembergischen Gemeindeunfallversicherungsverband wurden die Aufgaben als Ausführungsbehörde für Unfallversicherung des Landes, für die Regierungsbezirke Stuttgart und Tübingen, übertragen. Mit Verordnung der Landesregierung Baden-Württemberg vom 29. September 1997 wurden die Badische Unfallkasse und die Württembergische Unfallkasse errichtet, die die Aufgaben der Unfallversicherung des Landes Baden-Württemberg, für die Regierungsbezirke Karlsruhe und Freiburg bzw. Stuttgart und Tübingen, als rechtlich selbstständige Körperschaften wahrnahmen.
Die heutige Unfallkasse Baden-Württemberg wurde durch Verordnung der Landesregierung Baden-Württemberg vom 8. April 2003 errichtet. Die bisher bestehenden Unfallversicherungsträger Badischer Gemeindeunfallversicherungsverband, Württembergischer Gemeindeunfallversicherungsverband, Badische Unfallkasse und Württembergische Unfallkasse wurden eingegliedert. Alle Rechte und Pflichten einschließlich der Übernahme des Personals der bisherigen Träger gingen auf die UKBW über.

## Aufgaben
Die UKBW erfüllt in ihrem Zuständigkeitsbereich folgende gesetzliche Aufgaben:
- mit allen geeigneten Mitteln Arbeitsunfälle und Berufskrankheiten zu verhüten und arbeitsbedingte Gesundheitsgefahren abzuwehren
- nach Eintritt von Arbeitsunfällen oder Berufskrankheiten die Gesundheit und die Leistungsfähigkeit der Verletzten mit allen geeigneten Mitteln wiederherzustellen und sie oder ihre Hinterbliebenen durch Geldleistung zu entschädigen

Grundlage hierfür ist das Siebte Buch Sozialgesetzbuch (SGB VII).

## Zuständigkeit
Die UKBW ist örtlich für das Bundesland Baden-Württemberg zuständig. Sachlich zuständig ist die UKBW u. a. für:
- Beschäftigte bei einer kommunalen oder staatlichen Einrichtung
- Kinder in Tageseinrichtungen, Schüler und Studenten
- Beschäftigte in Unternehmen, für die die UKBW als Versicherungsträger bestimmt ist (z. B. das Krebsforschungszentrum Heidelberg oder die Flughafen Stuttgart GmbH)
- rechtmässig Beschäftigte in Privathaushalten (z. B. Haushaltshilfen, Zugehfrauen)
- Personen, die für die Gemeinde oder eine andere öffentlich-rechtliche Institution ehrenamtlich tätig sind (z. B. Gemeinderatsmitglied, Elternbeirat, Schulweghelfer)
- Personen, die bei Unglücksfällen oder Not Hilfe leisten
- Pannenhelfer (nicht gewerbsmäßig)
- Blut- und Gewebespender
- Ehrenamtliche Tätige und Beschäftigte in Hilfeleistungsorganisationen (z. B. Freiwillige  Feuerwehr, Johanniter-Unfall-Hilfe, Malteser-Hilfsdienst, Arbeiter-Samariter-Bund, Deutsche Lebensrettungsgesellschaft), soweit es sich um Einrichtungen der Hilfeleistung handelt
- Personen, die beim Bau von öffentlich geförderten Wohnungen im Rahmen der Selbsthilfe tätig sind
- Private Pflegepersonen im Sinne des Pflegeversicherungsgesetzes
- Zeugen und Schöffen
- Unfreie Personen

## Zahlen
Im Jahr 2019 war die UKBW für folgende Unternehmen zuständig:
- Land Baden-Württemberg
- 143 selbstständige Unternehmen im Landesbereich
- 9 Stadtkreise
- 35 Landkreise
- 1.092 Städte und Gemeinden
- 1.616 selbstständige Unternehmer im Kommunalbereich
- 57.529 Haushaltsführende, die Haushaltshilfen beschäftigen

Die Zahl der Versicherten 2019 belief sich auf 4.238.726. Insgesamt wurden 226.159 Unfälle aufgenommen.
Im Jahr 2019 beschäftigte die Unfallkasse Baden-Württemberg 357 Mitarbeiterinnen und Mitarbeiter.

## Unternehmen und Beitrag
Neben der gesetzlichen Rentenversicherung, der Arbeitslosenversicherung, der Krankenversicherung und der Pflegeversicherung ist die Unfallversicherung die fünfte Säule der Sozialversicherung in der Bundesrepublik Deutschland. Dabei zählt die UKBW zur Gruppe der Unfallversicherungsträger der öffentlichen Hand.
Sie ist eine Körperschaft des öffentlichen Rechts mit Selbstverwaltung. Die Selbstverwaltung besteht aus den beiden ehrenamtlichen Organen Vertreterversammlung und Vorstand und der hauptamtlichen Geschäftsführung. Die ehrenamtlichen Organe sind paritätisch besetzt, und deren Amtszeit beträgt sechs Jahre. Sie werden im Rahmen der allgemeinen Sozialwahlen gewählt. Die Geschäftsführung führt die laufenden Verwaltungsgeschäfte und vertritt die Unfallkasse insoweit gerichtlich und außergerichtlich. Die UKBW steht unter der Aufsicht des Sozialministeriums.
Die Mittel für die Ausgaben der Unfallkasse Baden-Württemberg werden im Wesentlichen durch jährliche Beiträge der Unternehmer aufgebracht. Unternehmer im Sinne des Gesetzes sind das Land Baden-Württemberg, die rechtlich selbstständigen Unternehmen des Landes, die Gemeinden, Städte, Landkreise und deren rechtlich selbstständige Unternehmen in Baden-Württemberg. Auch Haushaltsführende als „Arbeitgeber“ entrichten für ihre Haushaltshilfe einen Beitrag.
Dafür werden die Unternehmer umfassend von der Haftung gegenüber den Beschäftigten freigestellt.
Die Höhe der Beiträge ergibt sich aus den Aufwendungen für Prävention, Entschädigung für Arbeitsunfälle und Berufskrankheiten sowie den Verwaltungs- und Verfahrenskosten, die zur Erfüllung dieser Aufgaben erforderlich sind. Dabei werden die Aufwendungen nach Einwohnerzahlen bzw. nach der Lohnsumme oder der Zahl der Beschäftigten umgelegt.
Der Finanzbedarf wird in einem jährlich aufzustellenden Haushaltsplan festgestellt. Neben den Beitragseinnahmen sind dabei auch Zinsen aus Vermögensanlagen und Einnahmen aus Ersatzansprüchen als weitere Einnahmequellen zu berücksichtigen.
Für die Versicherten der Unfallkasse Baden-Württemberg ist die gesetzliche Unfallversicherung beitragsfrei.